# Chang Arena
Die Chang Arena (thailändisch ช้างอารีนา) ist ein reines Fußballstadion in der thailändischen Stadt Buri Ram. Sein Spitzname ist Thunder Castle, die fünfte Burg der Provinz Buriram.

## Geschichte
Die Anlage ist seit dem 4. Juni 2011, damals mit 24.000 Sitzplätzen, die neue Heimat von Buriram United (thailändisch สโมสรฟุตบอลบุรีรัมย์ ยูไนเต็ด) und befindet sich ca. drei km südwestlich vom Stadtzentrum von Buri Ram sowie in der Nähe der Rennstrecke Chang International Circuit. Die Baukosten beliefen sich auf 40 Mio. THB.
Die Spielstätte bietet seit 2014 durch den Ausbau der Ecken 32.600 Sitzplätze, Parkplätze für 500 Autos und 1.000 Motorräder. Außerdem hat das Stadion eine Flutlichtanlage sowie Einrichtungen für die Liveübertragung im Fernsehen und Radio. Es gibt moderne medizinische Einrichtungen und moderne Kabinen für die Heim- und Gastmannschaft.
Die Arena trägt den Sponsorennamen der Biermarke Chang (deutsch Elefant) der Thai Beverage. Die Asian Football Confederation (AFC) führt das Stadion unter dem Namen Buriram Stadium.

## Internationale Fußballspiele
| Datum             | Heim               | Gast               | Ergebnis        | Anlass                               |
| ----------------- | ------------------ | ------------------ | --------------- | ------------------------------------ |
| 14. Juli 2011     | Thailand           | Myanmar            | 1:0             | Freundschaftsspiel                   |
| 15. Juli 2011     | Thailand           | Myanmar            | 1:1             | Freundschaftsspiel                   |
| 23. Juli 2011     | Thailand           | Palästina          | 1:0             | Asien-Qualifikation zur WM 2014      |
| 10. Nov. 2017     | Nordkorea          | Malaysia           | 4:1             | Qualifikation zur AM 2019            |
| 13. Nov. 2017     | Malaysia           | Nordkorea          | 1:4             | Qualifikation zur AM 2019            |
| 05. Juni 2019     | Curaçao            | Indien             | 3:1             | King’s Cup 2019                      |
| 05. Juni 2019     | Vietnam            | Thailand           | 1:0             | King’s Cup 2019                      |
| 08. Juni 2019     | Thailand           | Indien             | 0:1             | King’s Cup 2019                      |
| 08. Juni 2019     | Vietnam            | Curaçao            | 1:1 (4:5 i. E.) | King’s Cup 2019                      |
| 010. Januar 2020  | Vietnam            | Ver. Arab. Emirate | 0:0             | U-23-Fußball-Asienmeisterschaft 2020 |
| 010. Januar 2020  | Nordkorea          | Jordanien          | 1:2             | U-23-Fußball-Asienmeisterschaft 2020 |
| 013. Januar 2020  | Ver. Arab. Emirate | Nordkorea          | 2:0             | U-23-Fußball-Asienmeisterschaft 2020 |
| 013. Januar 2020  | Vietnam            | Jordanien          | 0:0             | U-23-Fußball-Asienmeisterschaft 2020 |
| 016. Januar 2020  | Jordanien          | Ver. Arab. Emirate | 1:1             | U-23-Fußball-Asienmeisterschaft 2020 |
| 07. Oktober 2021  | Indonesien         | Chinesisch Taipeh  | 2:1             | Qualifikation zur AM 2023            |
| 011. Oktober 2021 | Chinesisch Taipeh  | Indonesien         | 0:3             | Qualifikation zur AM 2023            |

## Galerie

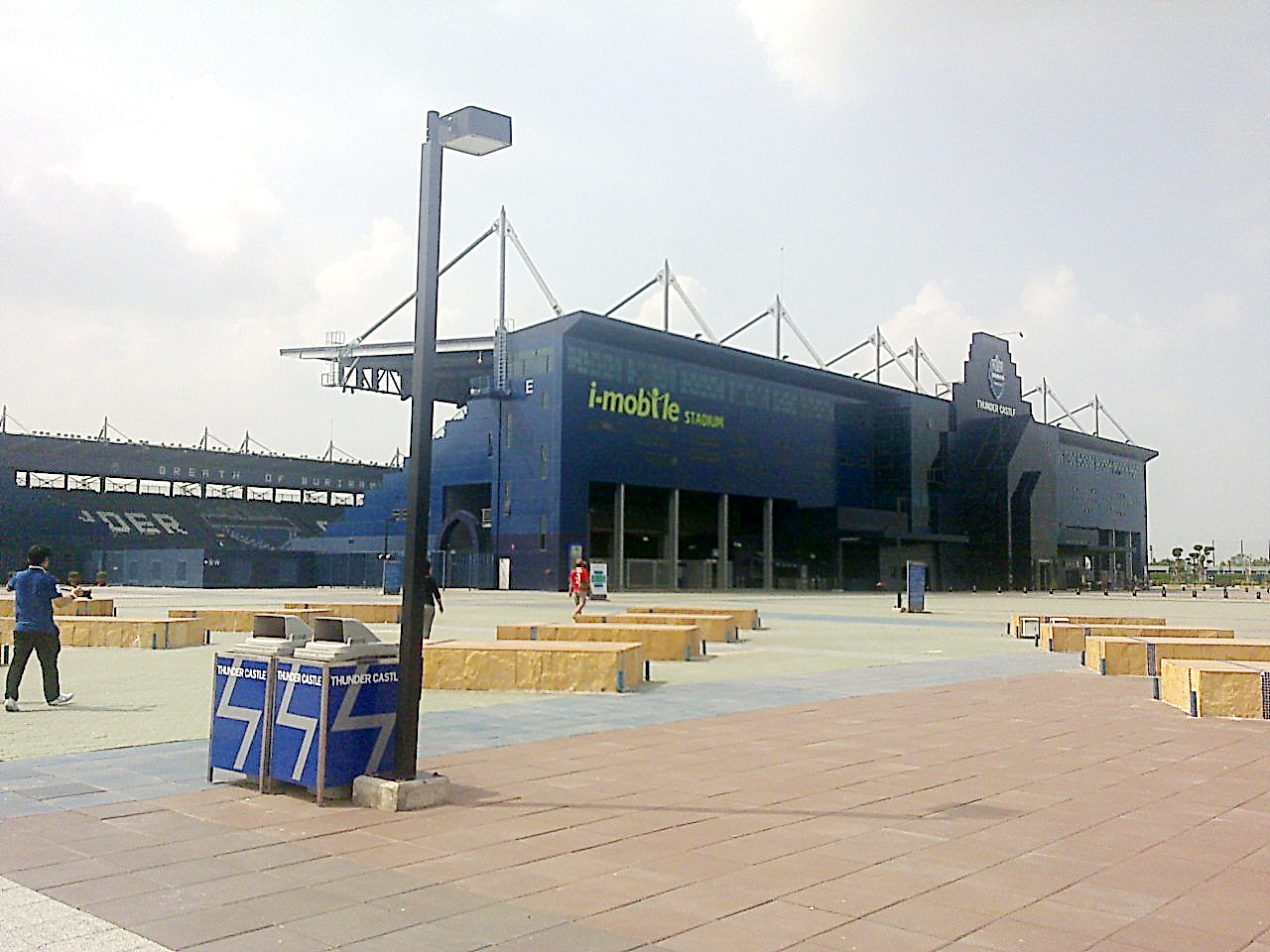
Das i-mobile Stadium von der Seite im Oktober 2012
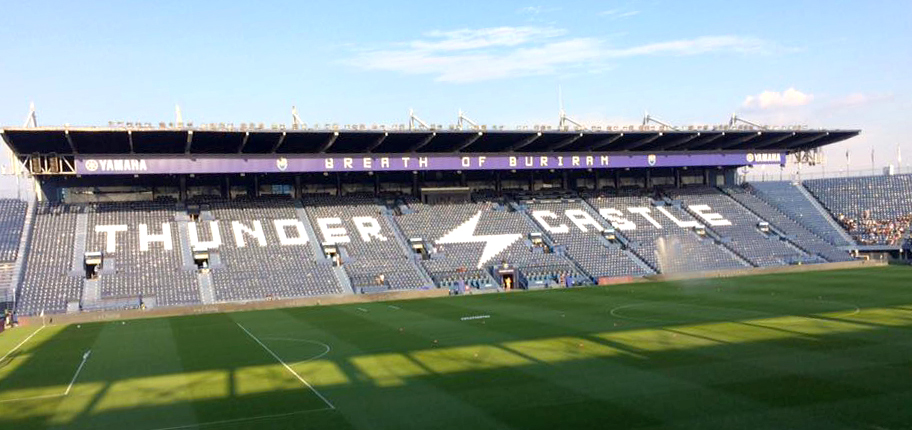
Thunder Castle
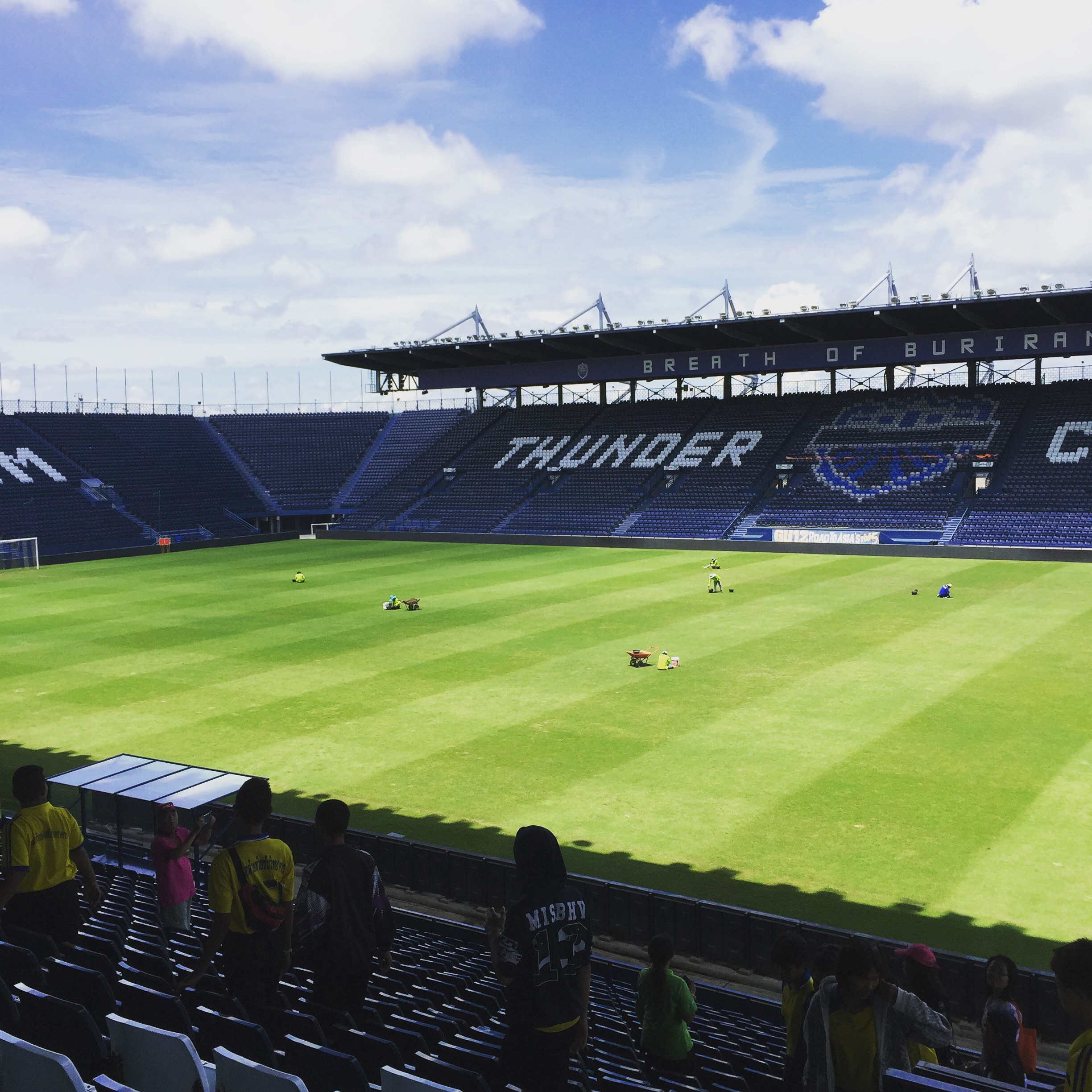
Das Stadion mit geschlossenen Ecken im August 2015
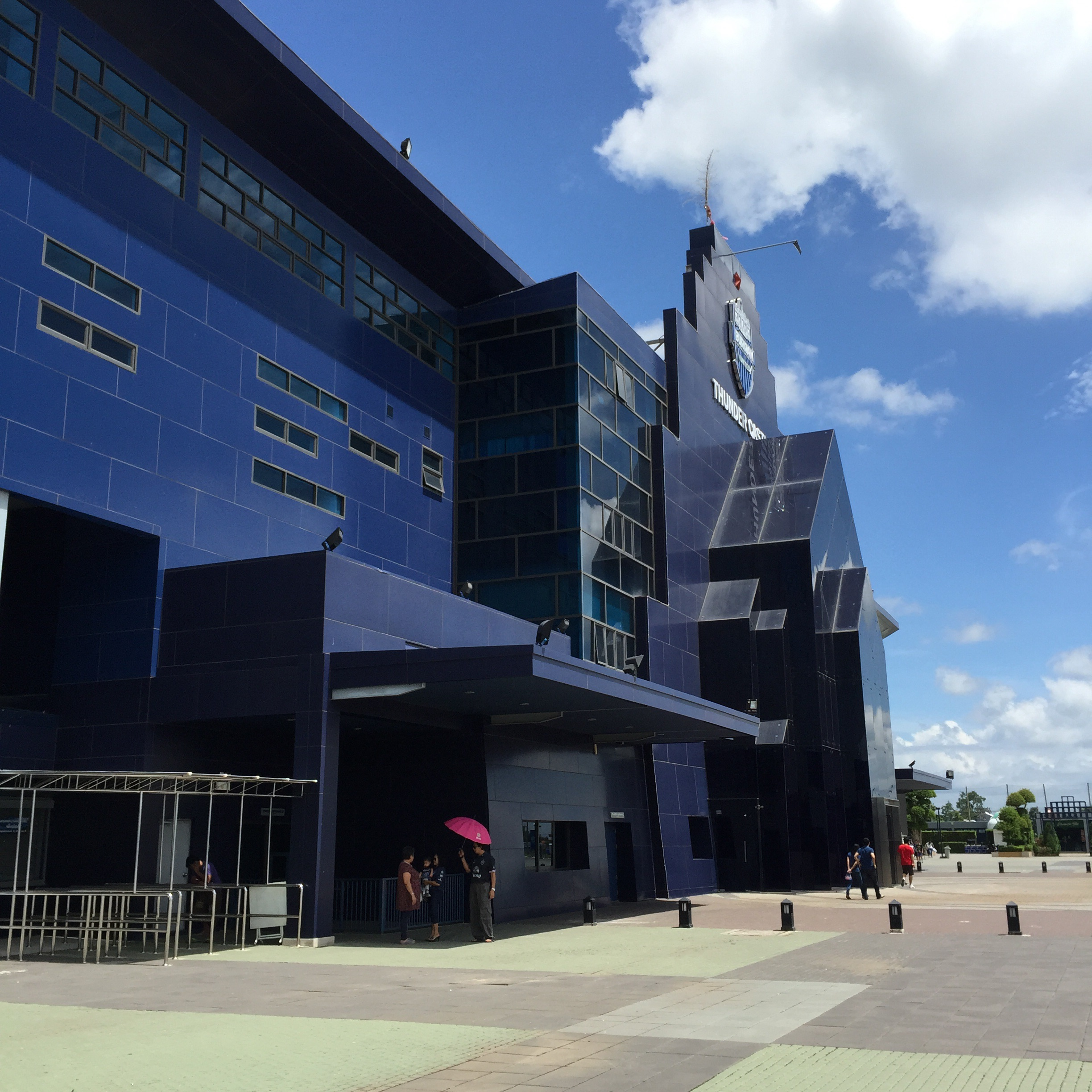
Haupteingang
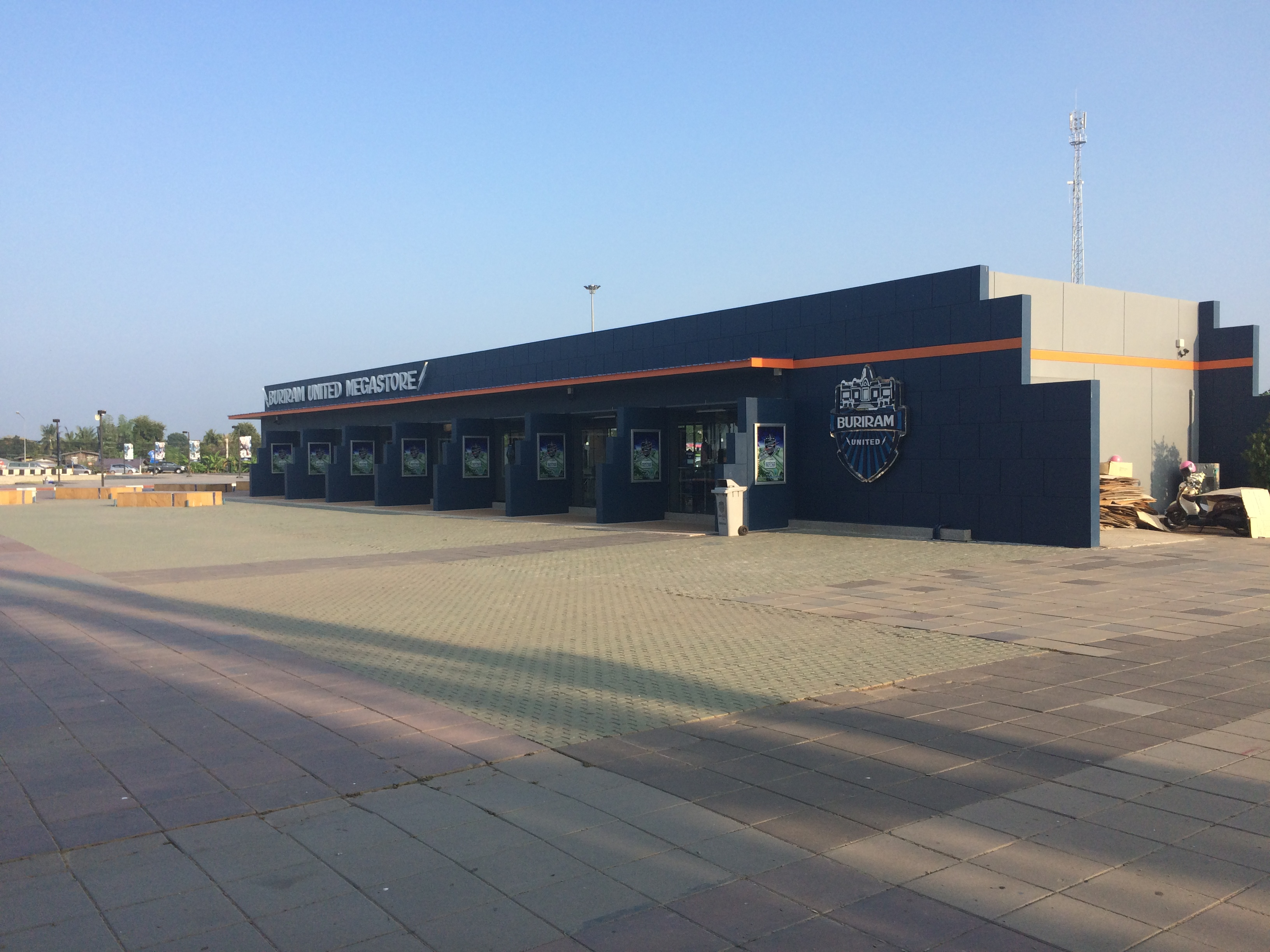
Buriram United Megastore